# Dorsino
Dorsino település Olaszországban, Trento megyében.  Dorsino Comano Terme, Stenico és San Lorenzo in Banale községekkel határos.

## Népesség
A település népességének változása: